# Arrondissements du Pas-de-Calais

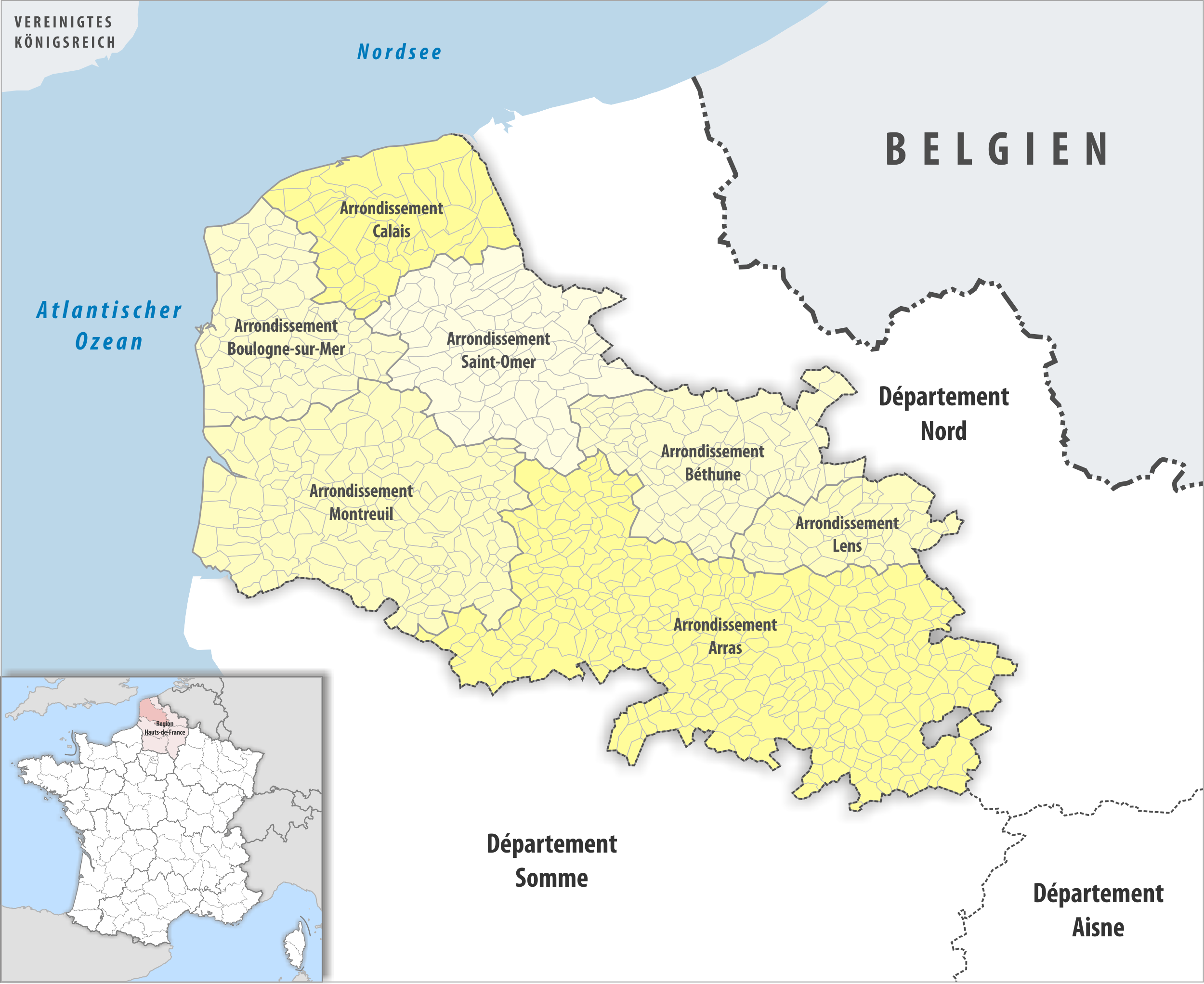
Les arrondissements du Pas-de-Calais en 2019.

Le département du Pas-de-Calais comprend sept arrondissements.

## Composition
| Nom                                | Code Insee | Superficie (km2) | Population (dernière pop. légale) | Densité (hab./km2) | Modifier             |
| ---------------------------------- | ---------- | ---------------- | --------------------------------- | ------------------ | -------------------- |
| Arrondissement d'Arras             | 621        | 2 245,30         | 249 836 (2022)                    | 111                | modifier les données |
| Arrondissement de Béthune          | 622        | 707,40           | 292 660 (2022)                    | 414                | modifier les données |
| Arrondissement de Boulogne-sur-Mer | 623        | 633,70           | 157 976 (2022)                    | 249                | modifier les données |
| Arrondissement de Calais           | 626        | 593,40           | 152 282 (2022)                    | 257                | modifier les données |
| Arrondissement de Lens             | 627        | 351,50           | 368 724 (2022)                    | 1 049              | modifier les données |
| Arrondissement de Montreuil        | 624        | 1 327,10         | 110 251 (2022)                    | 83                 | modifier les données |
| Arrondissement de Saint-Omer       | 625        | 813,00           | 128 455 (2022)                    | 158                | modifier les données |
| Pas-de-Calais                      | 62         | 6 671,00         | 1 460 184 (2022)                  | 219                | modifier les données |

## Histoire
- 1790 : création du département du Pas-de-Calais avec huit districts : Arras, Bapaume, Béthune, Boulogne, Calais, Montreuil, Saint-Omer, Saint-Pol
- 1800 : création des arrondissements : Arras, Béthune, Boulogne, Montreuil, Saint-Omer
- 1801 : création de l'arrondissement de Saint-Pol (séparé de celui d'Arras)
- 1926 : suppression de l'arrondissement de Saint-Pol (réintégré dans celui d'Arras)
- 1962 : création des arrondissements de Calais (séparé de celui de Boulogne-sur-Mer) et de Lens (séparé de celui de Béthune)
- 2007 : transfert du canton d'Avion et du canton de Rouvroy de l'arrondissement d'Arras à l'arrondissement de Lens
- 2017 : une réorganisation des arrondissements est effectuée, pour mieux intégrer les récentes modifications des intercommunalités ; 36 communes sur 891 sont affectées : 15 passent d'Arras vers Lens, 3 passent d'Arras vers Béthune, 1 de Lens vers Béthune, 1 de Boulogne-sur-Mer vers Calais et 23 de Saint-Omer vers Calais[1].